# Darren Potter
Darren Michael Potter (ur. 21 grudnia 1984 w Liverpoolu) – irlandzki piłkarz występujący na pozycji pomocnika w Milton Keynes Dons.

## Kariera klubowa
Potter zawodową karierę rozpoczynał w 2004 roku w angielskim Liverpoolu z Premier League. W tych rozgrywkach zadebiutował 1 lutego 2005 roku w wygranym 2:1 pojedynku z Charltonem Athletic. W tym samym roku zdobył z zespołem Ligę Mistrzów i Superpuchar Europy. W 2006 roku, od stycznia do maja przebywał na wypożyczeniu w Southamptonie z Championship.
W sierpniu 2006 roku Potter został wypożyczony do innego zespołu Championship, Wolverhamptonu Wanderers. Pierwszy ligowy mecz zaliczył tam 19 sierpnia 2006 roku przeciwko Burnley (1:0). W styczniu 2007 roku podpisał kontrakt z Wolverhamptonem. Jego barwy reprezentował jeszcze przez 2 lata.
W styczniu 2009 roku Pottera wypożyczono do Sheffield Wednesday, także grającego w Championship. Zadebiutował tam 17 stycznia 2009 roku w wygranym 4:1 spotkaniu z Charltonem Athletic, w którym strzelił także gola. W lipcu 2009 roku podpisał kontrakt z Wednesday. W 2010 roku spadł z tym zespołem do League One.
23 czerwca 2011 roku podpisał kontrakt z Milton Keynes Dons.

## Kariera reprezentacyjna
W reprezentacji Irlandii Potter zadebiutował 24 maja 2007 roku w zremisowanym 1:1 towarzyskim meczu z Ekwadorem.